# Јован Мусић
Јован Мусић (око 1358. - после 1388) је био топлички митрополит. Припадао је властеоској породици Мусића.

## Биографија
Јован је био најмлађи син српског челника Мусе и Драгане, сестре кнеза Лазара Хребељановића. О њему је сачувано знатно мање података него о његовом брату Стефану. Сматра се да је рођен 1358. године. Вероватно је рођен у Звечану који се до 1363. године (када га је мењао са Војиславом Војиновићем) налазио у поседу челника Мусе. Поред Стефана, имао је и старијег брата Лазара. Стефан и Лазар су били властелини у служби моравског кнеза Лазара Хребељановића. Погинули су у Косовском боју 15. јуна 1389. године. Обичај средњег века био је да се прва два сина васпитавају и припремају за властеоску каријеру, а остали за црквену. Такав је случај и са Мусићима. Јован је био предодређен за црквени позив. У свом духовничком звању, Јован је досегао ранг топличког митрополита. Са овим црквеним чином, јавља се у изворима само једном, на натпису реликвијара браће Мусића. Према канонима, Јован је приликом рукоположења за митрополита морао имати најмање 30 година. Натпис је из 1388. године те се из тога изводи година његовог рођења. Година Јованове смрти није позната.